# 三宅康明
三宅 康明（みやけ やすてる、寛政12年7月3日（1800年8月22日） - 文政10年7月10日（1827年8月31日））は、三河国田原藩の第10代藩主。田原藩三宅家13代。
第8代藩主・三宅康友の三男で、第9代藩主・三宅康和の弟。正室は岡部長慎の養女（土井利義の娘）。官位は従五位下、備前守。
文政6年（1823年）に兄・康和が死去したため、その跡を継いだ。しかし文政10年（1827年）7月10日、嗣子無くして病死した。藩内では康明の死を10月23日まで伏せていたという。跡継ぎとして、重臣の一人渡辺崋山は康明の弟・友信を推したが、他の重臣たちは財政窮乏のために他家から養子を迎え持参金を得ることを考え、播磨国姫路藩主・酒井忠実の六男である三宅康直を迎えて藩主とした。墓所は愛知県田原市北番場の霊巌寺。

## 系譜
父母
- 三宅康友（実父）
- 三宅康和（養父）

正室
- 岡部長慎の養女 ー 土井利義の娘

養子
- 三宅康直 ー 酒井忠実の六男